# Kocēni (novads)
Kocēni est un ancien novads de Lettonie, situé dans la région de Vidzeme.  Créé en 2009, il est supprimé en 2021 et fusionné dans la municipalité de Valmiera. 

## Histoire
La municipalité de Kocēni (en letton Kārsavas novads) est créée en 2009, lors de la 1re réforme administrative territoriale, à partir d'une partie du rajons de Valmiera. Elle est composée de cinq pagasts, Bērzaine, Dikliai, Kocēni, Vaidava et Zilākalns. La municipalité compte 7 031 habitants en 2009 et 5 776 en 2021.
Après la réforme administrative et territoriale de 2021, elle est supprimée et intégrée à la nouvelle municipalité de Valmiera.